# Айлендія
Айлендія (англ. Islandia) — селище (англ. village) в США, в окрузі Саффолк штату Нью-Йорк. Населення — 3567 осіб (2020).

## Географія
Айлендія розташована за координатами 40°48′25″ пн. ш. 73°10′16″ зх. д. / 40.80694° пн. ш. 73.17111° зх. д. (40.806845, -73.171056).  За даними Бюро перепису населення США в 2010 році селище мало площу 5,75 км², уся площа — суходіл.

## Демографія
Згідно з переписом 2010 року, у селищі мешкало 3335 осіб у 1026 домогосподарствах у складі 730 родин. Густота населення становила 580 осіб/км².  Було 1088 помешкань (189/км²).
Расовий склад населення:
| - 62,8 % — білих - 14,0 % — чорних або афроамериканців - 6,1 % — азіатів - 0,4 % — корінних американців - 13,0 % — осіб інших рас |

До двох чи більше рас належало 3,8 %. Частка іспаномовних становила 28,3 % від усіх жителів.
За віковим діапазоном населення розподілялося таким чином: 19,9 % — особи молодші 18 років, 64,1 % — особи у віці 18—64 років, 16,0 % — особи у віці 65 років та старші. Медіана віку мешканця становила 40,7 року. На 100 осіб жіночої статі у селищі припадало 88,1 чоловіків;  на 100 жінок у віці від 18 років та старших — 86,6 чоловіків також старших 18 років.
Середній дохід на одне домашнє господарство  становив 101 948 доларів США (медіана — 87 976), а середній дохід на одну сім'ю — 106 211 долар (медіана — 98 826). Медіана доходів становила 55 855 доларів для чоловіків та 36 797 доларів для жінок. За межею бідності перебувало 3,6 % осіб, у тому числі 1,6 % дітей у віці до 18 років та 7,6 % осіб у віці 65 років та старших.
Цивільне працевлаштоване населення становило 1782 особи. Основні галузі зайнятості: освіта, охорона здоров'я та соціальна допомога — 22,3 %, роздрібна торгівля — 13,8 %, виробництво — 11,3 %, науковці, спеціалісти, менеджери — 9,3 %.